# كوني إيتون
كوني إيتون (بالإنجليزية: Connie Eaton)‏ هي مغنية وكاتبة غنائية أمريكية، ولدت في 1 مارس 1950، وتوفيت في 30 سبتمبر 1999.

## وصلات خارجية
- كوني إيتون على موقع ميوزك برينز (الإنجليزية)
- كوني إيتون على موقع أول ميوزيك (الإنجليزية)
- كوني إيتون على موقع ديسكوغز (الإنجليزية)